# (436) Patricia
(436) Patricia – planetoida z pasa głównego asteroid okrążająca Słońce w ciągu 5 lat i 268 dni w średniej odległości 3,2 j.a. Została odkryta 13 września 1898 roku w Landessternwarte Heidelberg-Königstuhl w Heidelbergu przez Maxa Wolfa i Arnolda Schwassmanna. Pochodzenie nazwy planetoidy nie jest znane. Przed jej nadaniem planetoida nosiła oznaczenie tymczasowe (436) 1898 DT.